# Niels Hemmingsen (FE-agent)
|  | Denne artikel omhandler FE-agenten Niels Hemmingsen. Der var også en dansk teolog ved navn Niels Hemmingsen. |
Niels Hemmingsen er en tidligere dansk reserveofficer.
Han blev i 1987 arresteret i Polen sammen med reserveofficer Jens Ellekær for at have fotograferet militære installationer. De polske myndigheder hævdede, at de to var agenter for Forsvarets Efterretningstjeneste (FE), hvilket FE og de danske myndigheder dog benægtede.
Umiddelbart var der ingen hjælp fra de danske officielle myndigheder. De to blev efter flere måneders fængsling dømt for spionage med fængsel i hhv. ni år (Jens Ellekær) og syv år. De blev dog begge udvist til Danmark ca. et halvt år efter dommen. 
Efter Den kolde krigs afslutning var der fortsat ingen officiel dansk stillingstagen til sagen.